# Condado de Pepin
El condado de Pepin (en inglés: Pepin County), fundado en 1848, es uno de 72 condados del estado estadounidense de Wisconsin. En el año 2000, el condado tenía una población de 7,213 habitantes y una densidad poblacional de 12 personas por km². La sede del condado es Durand. El condado recibe su nombre en honor a los exploradores Pierre y Jean Pepin du Chardonnets. 
Laura Ingalls Wilde, novelista estadounidense nacida en este condado, narró su infancia de pionera en su libro La Pequeña Casa en la Pradera, que conoció gran éxito tanto en Estados Unidos como en el mundo. En 1973, fue adaptado a la televisión en la serie "La Familia Ingalls" ("La casa de la pradera" en España)

## Geografía
Según la Oficina del Censo, el condado tiene un área total de 644 km², de la cual 602 km² es tierra y 42 km² (6.59%) es agua.

### Condados adyacentes
- Condado de Pepin (noroeste)
- Condado de Dunn (note)
- Condado de Eau Claire (este)
- Condado de Buffalo (sur)
- Condado de Wabasha, Minnesota (suroeste)
- Condado de Goodhue, Minnesota (oeste)

## Demografía
En el censo de 2000, había 7,213 personas, 2,759 hogares y 1,934 familias residiendo en el condado. La densidad poblacional era de 12 personas por km². En el 2000 había 3,036 unidades habitacionales en una densidad de 5 por km². La demografía del condado era de 98.90% blancos, 0.08% afroamericanos, 0.19% amerindios, 0.21% asiáticos, 0,04% isleños del Pacífico, 0.08% de otras razas y 0.49% de dos o más razas. 0.35% de la población era de origen hispano o latino de cualquier raza.

## Localidades

### Ciudades, pueblos y villas
- Albany
- Durand (pueblo)
- Durand
- Frankfort
- Lima
- Pepin (pueblo)
- Pepin
- Stockholm (pueblo)
- Stockholm
- Waterville
- Waubeek

### Áreas no incorporadas
- Arkansaw
- Ella
- Lakeport
- Lund
- Porcupine
- Tarrant